# Essigny-le-Petit
Essigny-le-Petit è un comune francese di 377 abitanti situato nel dipartimento dell'Aisne della regione dell'Alta Francia.

## Società

### Evoluzione demografica
Abitanti censiti